# Stasiówka (Basses-Carpates)
Pour les articles homonymes, voir Stasiówka.
Stasiówka est une localité polonaise de la gmina et du powiat de Dębica en voïvodie des Basses-Carpates.